# Brown County (Minnesota)
Brown County is een county in de Amerikaanse staat Minnesota.
De county heeft een landoppervlakte van 1.582 km² en telt 26.911 inwoners (volkstelling 2000). De hoofdplaats is New Ulm.

## Bevolkingsontwikkeling

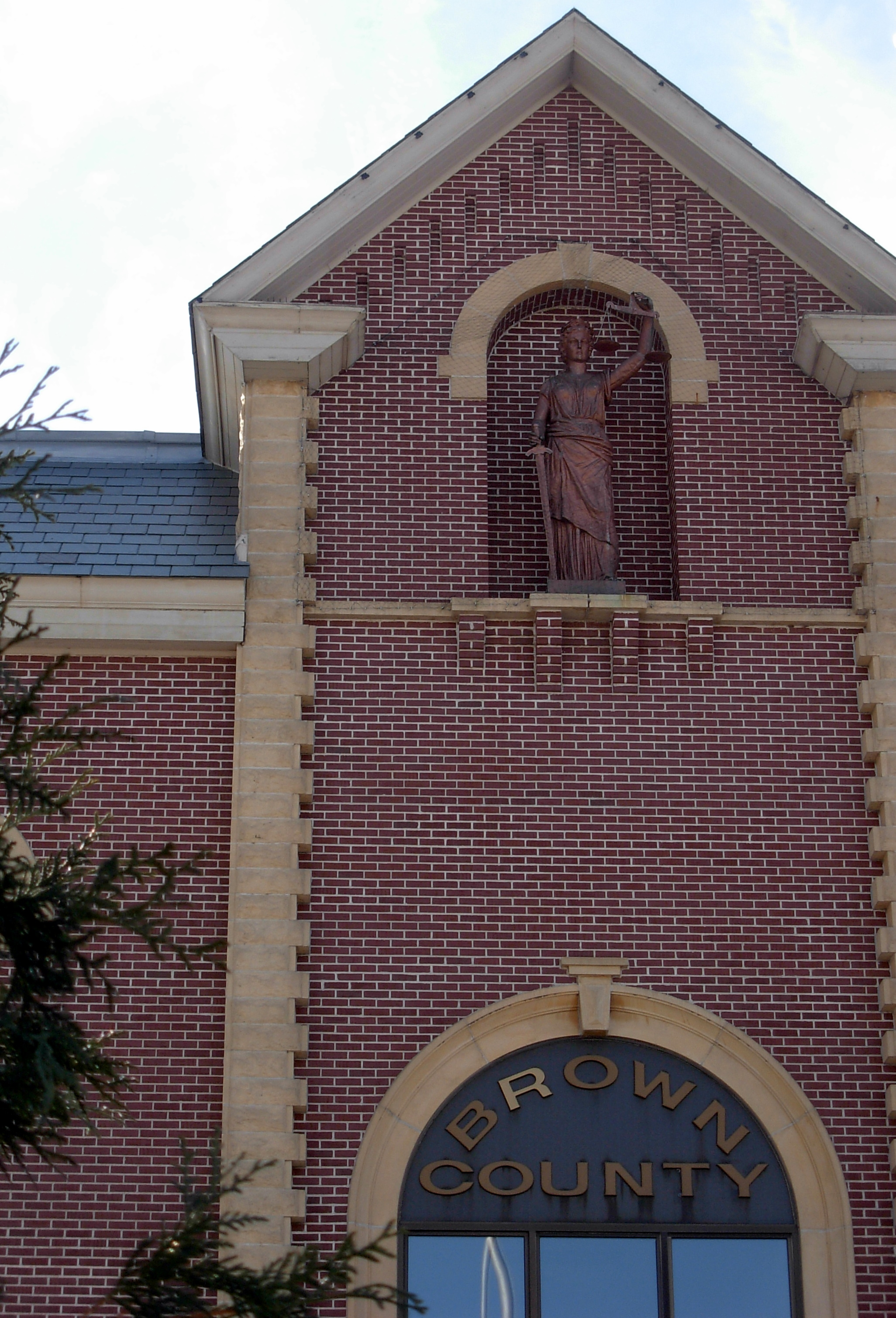
Courthouse